# George Peabody

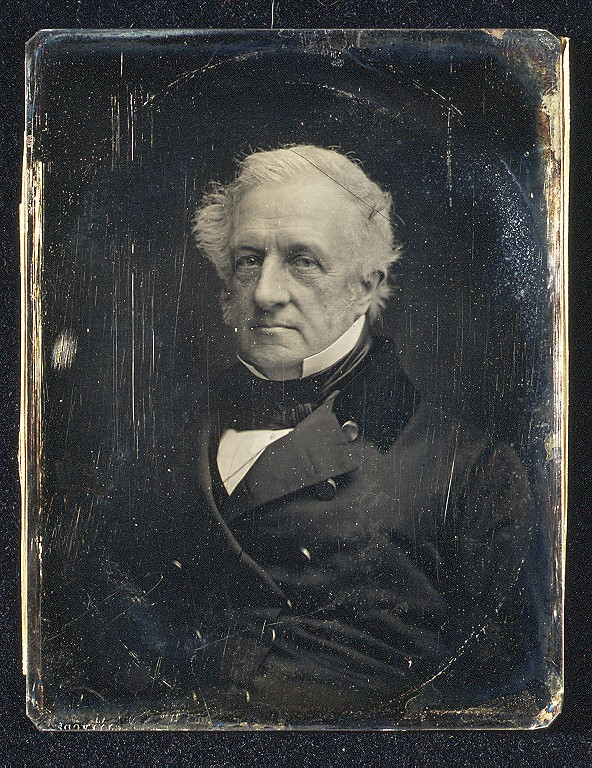
George Peabody rond 1850

George Peabody (South Danvers (tegenwoordig Peabody), 18 februari 1795 - Londen, 4 november 1869) was een Amerikaanse financier en filantroop. Hij wordt vaak gezien als de grondlegger van de moderne filantropie.

## Handelaar en bankier
Peabody werd geboren in een arm gezin in Massachusetts. Hij begon als leerjongen in een kleding- en textielwinkel. Al snel startte hij met handel in 'dry goods' (textiel, kleding en kruidenierswaren), en werd later bankier. Hij was in 1927 voor het eerst in Londen. In 1837 verhuisde hij naar Londen (toen de financiële wereldhoofdstad), waar hij de bekendste Amerikaanse bankier werd en het internationale krediet van de nog jonge staat hielp opbouwen.
Peabody zou nooit trouwen en had ook geen kinderen. Daardoor had hij geen natuurlijke opvolger en nam in 1854 Junius Spencer Morgan als partner en opvolger aan; hun gezamenlijke onderneming zou na Peabody's pensionering in 1864 verder gaan onder de naam J.P. Morgan & Co.

## Filantroop
Door zijn gebrek aan nazaten, had Peabody ook geen directe erfgenamen. Hij besloot zich, met name na zijn pensionering, te storten op filantropie. Hij stichtte de Peabody Trust in Groot-Brittannië en het Peabody Institute en de George Peabody Library in Baltimore, en was verantwoordelijk voor vele andere liefdadigheidsinitiatieven. 

### Peabody Trust
De Peabody Trust werd opgericht met als doel arme, werkende Londenaren te ondersteunen. In totaal zou Peabody ongeveer een half miljoen pond in de Trust steken, een bedrag vergelijkbaar met ruim 45 miljoen pond heden ten dage. Peabody zelf hield zich vrij afzijdig, er werden zogeheten trustees aangesteld die het geld beheerden. Hij besloot zelf al snel dat huisvesting een geschikt doel was, en stelde slechts een paar eisen. De huizen waren bedoeld voor arme Londenaren, die hoge morele standing hadden. In 1864 verrezen de eerste appartementen, 57 in totaal, waarvoor meer dan 100 aanvragen waren. Er volgden al gauw meer woningen.
| Peabody Trust: bezit en bewoners | Peabody Trust: bezit en bewoners | Peabody Trust: bezit en bewoners |
| Jaar                             | Huizen                           | Bewoners                         |
| 1882                             | 3.500                            | 14.600                           |
| 1914                             | 6.400                            |                                  |
| 1939                             | 8.000                            |                                  |
| 2025                             | 108.000                          | 220.000                          |
| -------------------------------- | -------------------------------- | -------------------------------- |

De Trust was uniek, vooral vergeleken met de sloppenwijken van die tijd. In de tweede helft begon men langzaam het belang in te zien van hygiëne - de ziektekiemtheorie kwam langzaam in zwang, onder invloed van onder meer Louis Pasteur en Robert Koch. Men begon te begrijpen dat ziektekiemen verspreid konden worden door slechte hygiëne en dat de slums van Londen daardoor een broedplaats van ziekten zoals cholera, difterie en tuberculose waren, die zich vervolgens weer door de hele stad konden verspreiden. De appartementen die gebouwd werden, werden daarom ruim opgezet, met een toilet dat slechts met één ander gezin gedeeld hoefde te worden. Ook was er een bad aanwezig en kon de was gemakkelijk op zolder gedaan worden en te drogen gehangen worden.

## Varia
- Voor zijn vrijgevigheid werd hij onderscheiden met de Congressional Gold Medal en werd hij benoemd tot freeman (ereburger) van de stad Londen.
- Mary Ann 'Polly' Nichols, het eerste canonieke slachtoffer van Jack the Ripper woonde tussen 1876 en 1880 met haar gezin in een van de Peabody-gebouwen. Zij zou na vele ruzies tussen haar en haar man haar gezin in het gebouw achterlaten.[2]